# Мирто Узуні
Мирто Узуні (алб. Myrto Uzuni, нар. 31 травня 1995, Берат) — албанський футболіст, який грає на позиції півзахисника та нападника в клубі МЛС «Остін» та національній збірній Албанії. Відомий за виступами в низці албанських клубів, зокрема «Томорі» та «Аполонія», а також хорватський клуб «Локомотива» і угорський клуб «Ференцварош».

## Клубна кар'єра
Мирто Узуні народився 1995 року в місті Берат, де розпочав займатися футболом. У 2013 році дебютував у місцевому клубі вищого албанського дивізіону «Томорі». У команді грав до 2015 року, взявши участь у 23 матчах чемпіонату.
У 2015 році Узуні перейшов до іншого албанського клубу «Аполонія». У складі команди з Фієрі він став одним із основних гравців лінії атаки, та одним із кращих бомбардирів команди, відзначившись у 69 зіграних матчах 23 забитими м'ячами.
Протягом 2017—2018 років захищав кольори клубу «Лачі».
У 2018 році Мирто Узуні уклав контракт з хорватським клубом «Локомотива», у складі якого грав протягом двох років. У складі «Локомотиви» Узуні зіграв. 61 матч, у яких відзначився 16 забитими м'ячами.
До складу клубу «Ференцварош» приєднався 2020 року. В угорському клубі грав до 2022 року, зігравши у складі клубу з Будапешта 42 матчі в національному чемпіонаті, в яких він візначився 19 забитими м'ячами.
З 2022 року албанський футболіст грає у складі іспанського клубу «Гранада».
В січні 2025 року Узуні приєднався до клубу МЛС «Остін», з яким підписав трирічний контракт.

## Виступи за збірні
Протягом 2015—2016 років залучався до складу молодіжної збірної Албанії. На молодіжному рівні зіграв у 7 офіційних матчах, забив 1 гол.
2018 року дебютував в офіційних матчах у складі національної збірної Албанії. На травень 2020 року зіграв у складі збірної 29 матчів, у яких відзначився 5 забитими м'ячами.

## Статистика виступів за збірну
| Дата       | Місто            | Господарі          | Результат | Гості     | Турнір                               | Голи | Примітки |
| ---------- | ---------------- | ------------------ | --------- | --------- | ------------------------------------ | ---- | -------- |
| 10-10-2018 | Ельбасан         | Албанія            | 0 – 0     | Йорданія  | товариський матч                     | -    | 46' 83'  |
| 14-10-2018 | Беер-Шева        | Ізраїль            | 2 – 0     | Албанія   | Ліга націй УЄФА 2018-2019 - 1-й етап | -    |          |
| 17-11-2018 | Шкодер (місто)   | Албанія            | 0 – 4     | Шотландія | Ліга націй УЄФА 2018-2019 - 1-й етап | -    |          |
| 20-11-2018 | Ельбасан         | Албанія            | 1 – 0     | Уельс     | товариський матч                     | -    |          |
| 22-3-2019  | Шкодер (місто)   | Албанія            | 0 – 2     | Туреччина | Відбір до ЧЄ 2020                    | -    |          |
| 25-3-2019  | Андорра-ла-Велья | Андорра            | 0 – 3     | Албанія   | Відбір до ЧЄ 2020                    | -    |          |
| 11-6-2019  | Ельбасан         | Албанія            | 2 – 0     | Молдова   | Відбір до ЧЄ 2020                    | -    |          |
| 7-9-2019   | Сен-Дені         | Франція            | 4 – 1     | Албанія   | Відбір до ЧЄ 2020                    | -    |          |
| 7-9-2020   | Тирана           | Албанія            | 0 – 1     | Литва     | Ліга націй УЄФА 2020-2021 - 1-й етап | -    | 60'      |
| Усього     |                  | Матчів (146 місце) | 9         |           | Голів                                | 0    |          |

| Дата       | Місто                     | Господарі   | Результат | Гості       | Турнір                             | Голи | Примітки |
| ---------- | ------------------------- | ----------- | --------- | ----------- | ---------------------------------- | ---- | -------- |
| 28-3-2015  | Вадуц                     | Ліхтенштейн | 0 – 2     | Албанія     | Кваліфікація молодіжного Євро-2017 | -    |          |
| 16-6-2015  | Соллентуна (комуна)       | Швеція      | 4 – 1     | Албанія     | Товариський матч                   | -    | 46'      |
| 16-11-2015 | Тирана                    | Албанія     | 2 – 0     | Ліхтенштейн | Кваліфікація молодіжного Євро-2017 | -    | 90'      |
| 20-5-2016  | Целль-ам-Зее              | Чехія       | 1 – 1     | Албанія     | Товариський матч                   | 1    | 82'      |
| 23-5-2016  | Міттерзілль               | Чехія       | 1 – 1     | Албанія     | Товариський матч                   | -    | 73'      |
| 10-8-2016  | Сан-Бенедетто-дель-Тронто | Італія      | 0 – 0     | Албанія     | Товариський матч                   | -    | 55'      |
| 10-10-2016 | Петах-Тіква               | Ізраїль     | 4 – 0     | Албанія     | Кваліфікація молодіжного Євро-2017 | -    |          |
| Усього     |                           | Матчів      | 7         |             | Голів                              | 1    |          |

## Титули і досягнення
- Чемпіон Угорщини (1):

«Ференцварош»: 2020–21